# 橘公長
橘 公長（たちばな の きんなが）は、平安時代末期の武士。官職は右馬允。

## 出自
公長の出自は大きく分けて二つの説が存在する。一つは天慶の乱で藤原純友を討伐した橘遠保（越智氏一族の伊予橘氏当主）の子孫とする説で、遠保から公長へと繋げる系図もある。もう一つは中央貴族橘氏の子孫とするもので、参議・橘好古の孫である橘則光の子・季通の玄孫とされ、父は鳥羽天皇より公という字を下賜された橘公光を父とするものである。

## 略歴
弓馬と知謀に優れ、元々平知盛の家人であったが、治承4年（1180年）12月に平家を見限り、同僚であった加々美長清の仲介で源頼朝の麾下に入る。粟田口で当時源為義の家人であった斎藤実盛・片切景重と喧嘩になった際、頼朝の祖父・源為義が朝廷に訴えず斎藤・片切を諫めた事から、公長は源家への恩を忘れず、縁者を訪ねて遠江国に下向し、鎌倉へ向かったという。なお、実際には片切景重（原文「片桐」）は平治の乱（平治元年（1159年））で討ち死に、為義はそれ以前の保元の乱（保元元年（1156年））の直後に刑死していることから、原因となった喧嘩は治承4年（1180年）より相当前に発生したものと考えられる。
橘氏は伊予国宇和郡を本拠としており西国事情や瀬戸内海沿岸の地理に詳しく、伊予灘から豊後水道海域で水軍(海賊)としても活躍していた。そのため橘氏は海戦に慣れない東国の坂東武士団にとって貴重な戦力と期待された。また、京に馴るるの輩という事で頼朝に重用され、元暦元年（1184年）、平頼盛の帰洛にあたって餞別の宴に同席した。その後源義経の下で戦い、元暦2年（1185年）の壇ノ浦の戦い後、捕虜となった平家の総帥・平宗盛の処刑を担当し、その事と平重衡の最期について鎌倉の頼朝に報告した。『平家物語』「大臣殿被斬」によると、世の人々は公長がかつて平家の家人であったことを忘れておらず、その変わり身に多くの批判を浴びせたという。
子孫は肥前国に広がり、次男の公業が一時所領とした小鹿島（現秋田県男鹿市）の地名をとった小鹿島氏として繁栄した。

## 系譜
- 父：橘公満[2]、公光[3]、公重
- 母：不詳
- 妻：不詳
  - 長男：橘公忠（橘太）
  - 次男：橘公業（橘次） - 子孫は小鹿島氏
  - 男子：橘公経
  - 男子：橘公仲
  - 男子：橘公高？（＝楠木四郎？）[5]